# Vayamos por partes
Vayamos por partes fue el álbum de debut de la banda española de rock Los Petersellers.
Fue lanzado al mercado por BMG - ZAFIRO 1993 y contó con la producción de Los Petersellers y  Sergio Marcos.
Uno de sus temas, Mazinger-Z formó parte de la BSO de la película Muertos de risa dirigida por Álex de la Iglesia.

## lista de canciones
1. «Indeleble» (4:07)
2. «Bailando» (3:15)
3. «En Segovia» (3:55)
4. «Churro, mediamanga, mangaentera» (3:05)
5. «Ressistance» (2:53)
6. «Roben en el hiper» (2:56)
7. «Qué dolor» (2:56)
8. «Pastis» (2:30)
9. «Ayer tuve un sueño» (2:50)
10. «Mazinger-Z» (2:59)
11. «Amore» (4:39)
12. «Tío Calambres» (3:07)